# Chinidin
Chinidin (englisch Quinidine) ist eine chemische Verbindung und gehört zu der Naturstoffgruppe der Chinolin-Alkaloide.  Chinidinsulfat wird als Arzneistoff verwendet.

## Geschichte
Chinidin gilt als das erste wirksame Antiarrhythmikum. Es wurde bereits 1847 von Ferdinand Ludwig Winckler (1801–1868) entdeckt. Seine Wirkung gegen Arrhythmien konnte 1918 durch Walter Frey (1884–1972) nachgewiesen werden. Er belegte die Wirksamkeit bei Vorhofflimmern.

## Vorkommen

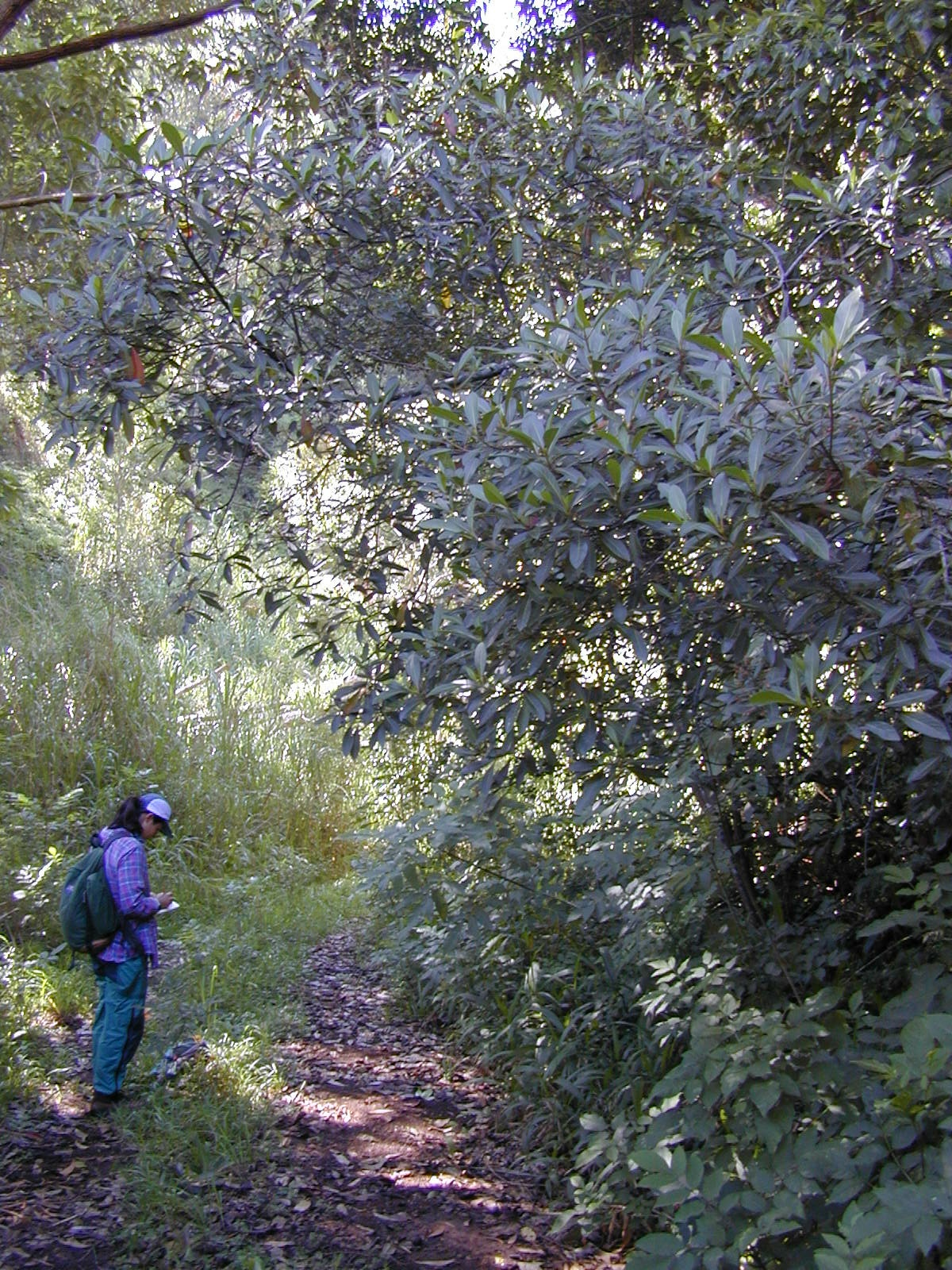
In der Rinde des Chinarindenbaumes findet man Chinolin-Alkaloide, darunter (+)-Chinidin

Chinidin kommt in der Rinde der Chinarindenbäume, wie im Roten Chinarindenbaum Cinchona pubescens aber auch  Cinchona officinalis und Cinchona spp. vor und kann daraus gewonnen werden.

## Struktur
Chinidin ist ein Diastereomer des Chinins und weist eine (8R,9S)-Konfiguration auf [Chinin besitzt (8S,9R)-Konfiguration]. Die Konfiguration am Kohlenstoffatom, an das die Vinylgruppe gebunden ist, ist bei diesen beiden chiralen Verbindungen gleich.

## Verwendung
Chinidin findet Einsatz als intravenöses und orales Antiarrhythmikum (Klasse 1A nach Vaughan Williams) bei Vorhofflimmern, Extrasystolen und ventrikulären Tachyarrhythmien. Seine Wirkung beruht auf der Bindung an offene Natriumkanäle. Die Wirksamkeit ist frequenzabhängig, da der Ionenkanal-Chinidin-Komplex sich nur langsam löst. Außerdem verringert die Substanz auch die Kaliumleitfähigkeit, was zu einer Verlängerung der Aktionspotentialdauer führt. Im Gegensatz zur Natriumleitfähigkeit nimmt diese Wirkung mit höherer Frequenz ab.
Zusätzlich hemmt Chinidin Calciumkanäle der Herzmuskulatur und besitzt atropinähnliche Wirkungen. Dieser anticholinerge Effekt antagonisiert teilweise auch die Wirkung, daher kann bei niedrigen Dosierungen die Herzfrequenz zunehmen und die Überleitung verbessert sein. Bei hohen Dosierungen blockiert Chinidin die atrioventrikuläre Übertragung.
Chinidin wird bei oraler Gabe gut resorbiert. Die Halbwertszeit beträgt etwa 5 h und die Ausscheidung erfolgt überwiegend über die Niere.
Auf Grund seiner ausgeprägten Nebenwirkungen (QTc-Zeit-Verlängerung, AV-Block, Torsade de pointes, ventrikuläre Tachykardien sowie gastrointestinale Beschwerden aufgrund seiner atropinähnlichen Wirkung) wird es heute nur noch selten verwendet. Bei intravenöser Gabe bewirkt Chinidin eine starke Abnahme des Gefäßwiderstandes.
Die Kombination mit anderen Arzneistoffen, welche kardiodepressiv wirken, sollte man unbedingt vermeiden, da es zu einer starken Vermehrung der Nebenwirkungen kommen kann. Bei Kombination mit Digoxin steigt dessen Plasmaspiegel stark an. Bei Kombination mit Loperamid kann es aufgrund einer Blockade des P-Glykoproteins an der Blut-Hirn-Schranke zu Atemdepression kommen.
Es wurde bis 2018 in Deutschland in Kombination mit Verapamil von Abbott unter dem Namen Cordichin im Handel vertrieben.